# Max Josef Becker
Max Josef Becker (* 13. April 1890 in München; † 23. März 1971 ebenda) war ein deutscher Maler, Zeichner und Radierer.

## Leben und Werk
Da der Vater, Heinrich Becker, für den in dessen Meldeunterlagen als Beruf Bedienter, Buchbinder oder auch Photographengehilfe angegeben ist, sich 1899 in die USA absetzte, wuchs Max Josef mit mehreren Geschwistern bei der Mutter, Elisabeth, geborene Schwer, auf. Nach vierjährigem Besuch des Maximiliansgymnasiums in München ging er von diesem ab; ein weiterer Schulbesuch ist nicht belegt. Erst am 6. Mai 1909 ist sein Eintritt in die Zeichenklasse von Angelo Jank an der Münchner Kunstakademie dokumentiert. Bis 1917 arbeitete er anschließend in der Malklasse von Heinrich von Zügel, zuletzt als dessen Meisterschüler.
Becker blieb unverheiratet und war zeitlebens in München als Tier- und Landschaftsmaler tätig. Seit 1917 nahm er mit seinen Darstellungen von Bauernpferden, Kühen und Schafen sowie einigen Landschaftsbildern an den Jahresausstellungen im Glaspalast, in den 1920er Jahren auch an denen des Freien Künstlerbundes München, und bis in die 1950er Jahre an den Kunstausstellungen im Haus der Kunst in München teil. Er war Mitglied der Münchner Künstler-Genossenschaft sowie der Künstlergesellschaft Allotria in München.
Becker wurde im alten Teil des Münchner Waldfriedhofs (Grab 152-3-212) beigesetzt.

## Werke in öffentlichen Sammlungen (Auswahl)
- München, Städtische Galerie im Lenbachhaus: Jungstiere im Stall, 1936[7]